# ساشا لانكستر
ساشا لانكستر (بالإنجليزية: Sacha Lancaster)‏ هو لاعب كرة قدم أمريكية أمريكي، ولد في 29 مارس 1979.

## وصلات خارجية
- ساشا لانكستر على موقع JustSportsStats.com (الإنجليزية)